# Empis villosipes
Empis villosipes är en tvåvingeart som beskrevs av Frey 1953. Empis villosipes ingår i släktet Empis och familjen dansflugor. Inga underarter finns listade i Catalogue of Life.